# Ереванский кинофестиваль 2004 года

Эмблема кинофестиваля "Золотой абрикос" 2004 года

Ереванский кинофестиваль "Золотой абрикос" 2004 года прошёл в Ереване - столице Республики Армения с 30 июня по 4 июля. Кинофестиваль быль создан при поддержке Фонда Развития Кинематографа, Армянской Ассоциации Кинкритиков при поддержке МИДа и Министерства Культуры Армении, а также при участии Благотворительного Фонда Развития Культуры.

## Организаторы кинофестиваля
Организаторами первого кинофестиваля "Золотой абрикос" являются:
- Арутюн Хачатрян (режиссёр, директор фестиваля)
- Микаэл Стамболцян (режиссёр, директор фестиваля)
- Сюзанна Арутюнян (кинокритик, художественный руководитель фестиваля)
- Атом Эгоян (канадско-армянский режиссёр, "президент" кинофестиваля)